# Pistolet maszynowy ČZW-9PS
Pistolet maszynowy ČZW-9PS – czeski pistolet maszynowy kalibru 9 mm przeznaczony dla sił policyjnych. Pistolet maszynowy wyposażony jest w szkieletową kolbę składaną. Opracowano także wariant ČZW-9FC ze stałą kolbą i dłuższą lufą przeznaczony do celów szkoleniowych.